# Dalmiro Sáenz
Dalmiro Antonio Sáenz (Buenos Aires, 13 de junio de 1926 - ibídem, 11 de septiembre de 2016) fue un escritor, periodista y dramaturgo argentino.

## Biografía
Dalmiro Antonio Sáenz nació en Buenos Aires, capital de Argentina, en 1926. Tempranamente comenzó su actividad literaria, y publicó a los 30 años, luego de viajar en buque por la Patagonia varias temporadas (lugar donde se instalaría por casi 15 años y donde ocurren sus primeros libros de cuentos) Setenta veces siete, que ganó el prestigioso Premio de la Editorial Emecé y se convirtió en un best-seller, apoyado en una visión violenta, sexual y de sólidos preceptos y cuestionamientos morales sobre la religión, que se convertirían en el sello de Sáenz por varios años (los críticos coinciden en señalar que un eje religioso atraviesa siempre las historias del autor, ya sea a través de uno de su personajes, o como en Cristo de Pie donde se ve su religiosidad en polémica con la religión del establishment, en contraposición con el diálogo individual que el personaje hace con Dios).
Tiempo después participó de la adaptación del guion para la pantalla grande de dos de sus historias de Setenta veces siete que se unieron para armar la trama de la película homónima que dirigió Leopoldo Torre Nilson (1962).
Luego de este comienzo Sáenz ganó el Premio del Magazine LIFE en español, en 1963, con su libro de cuentos No.
El mismo año (1963) ganó el Premio Argentores (Sociedad General de Autores de Argentina) con Treinta, treinta, un cuento planteado a la manera de los western estadounidenses, pero situado en la Patagonia.
Al año siguiente (1965) publicó en la Editorial Emecé El pecado necesario, novela que luego adaptó para hacer el guion de su versión fílmica, retitulada como Nadie oyó gritar a Cecilio Fuentes, dirigida por Fernando Siro, que en 1965 ganó la Concha de Plata en el Festival Internacional de Cine de San Sebastián (España).
Luego comenzó a escribir teatro y enseguida fue premiado con el Premio Casa de las Américas, en La Habana (Cuba), en 1966 con ¡Hip… Hip… Ufa! luego publicado por la Editorial Emecé. Luego también adaptado por el autor para el cine con el título de Ufa con el sexo y la dirección de Rodolfo Kuhn (1972); y luego nuevamente vuelta a adaptar junto a Pablo Silva en la pieza teatral retitulada Sexo, mentiras y dinero (Buenos Aires, 2002/2003).
Sáenz entre libro y libro y según sus declaraciones, se tomaba vacaciones literarias, escribiendo pequeños libros de humor, que tuvieron mucho éxito. Entre ellos, cabe destacar Yo también fui un espermatozoide en la Editorial Merlín.
Tras haber practicado boxeo mucho tiempo, durante toda la década de 1960 fue practicante de karate-do con el profesor Hideo Tsuchiya, introductor de la disciplina en la Argentina y egresado de la Facultad de Filosofía y Letras de Tokio quien, hasta regresar a Japón en 1970, reunía entre sus alumnos cierto núcleo de intelectuales de renombre que buceaban en cuestiones filosóficas, además de indagar en la historia y el sentido del arte marcial que cultivaban. En ese grupo, Dalmiro Sáenz trabó relación con el neurobiólogo Mario Crocco y el criminólogo Osvaldo Raffo. El primero de ellos celebró Yo también fui un espermatozoide aunque hizo hincapié en "lo inhumorístico de su desdén hacia el elemento relacional en la constitución del nexo psicofísico", o vinculación de cada psiquismo con su cuerpo propio, señalando bajo el título ¡Pero mi alma no hubiera podido eclosionar en un espermatozoide!  lo que sería un serio defecto conceptual en esa idea, que a primera vista podría estimarse cómica. Y con el profesor Hideo Tsuchiya, en julio del año 1966 -en el número 1 de la desaparecida revista Adán- publicó Sáenz un diálogo que recoge algunas de las reflexiones filosóficas de ese núcleo de karatecas, publicación que a la fecha puede consultarse en internet. Por aquel entonces, los tres amigos solían efectuar sus análisis después de las prácticas cotidianas en la tradicional institución porteña Ateneo de la Juventud.
Luego Sáenz comenzó una descripción íntima y detallada del universo femenino, con una visión sorprendente y original, que se transformó velozmente en best-seller con el título de Carta Abierta a mi futura exmujer publicada por la Editorial Emecé en 1968, y reeditada varias veces, hasta la versión de 1999. Sáenz es un autor que capta la esencia de la sensibilidad femenina, personajes a los cuales trata con especial ternura, dicen los especialistas [cita requerida].
Su siguiente obra teatral ¿Quién, yo?, publicada en 1969, y reeditada por Gárgola Ediciones en 2004, fue representada casi sin interrupciones desde su publicación, convirtiéndose en un clásico del absurdo de la escena teatral argentina. También trabajó como guionista cinematográfico, escribiendo varios títulos, entre ellos uno para el actor cómico Luis Sandrini, en el film Kuma-ching, bajo la dirección de Daniel Tinayre.
Cuando sucedió la dictadura militar argentina –1976/1983- Sáenz recibe amenazas de muerte y debe abandonar el país, hacia el exilio, y luego de una recorrida se instala en Punta del Este, Uruguay. No escribe durante ese período.
Vuelve a las letras en 1983 con una novela histórica El Argentinazo y gana la Faja de Honor de la SADE (Sociedad Argentina de Escritores) que luego se convertiría en una obra teatral, en la que trabaja en su adaptación con Francisco Javier, también director de la pieza, montada con su grupo Los Volatineros, en el teatro Nacional Cervantes en 1985.
Luego retoma las historias policiales, ya insinuadas en sus cuentos, con Sobre sus párpados abiertos caminaba una mosca, una nouvelle de 1986, que también da origen a una nueva versión teatral de la misma, escrita por Sáenz y titulada Las boludas (que luego fue llevada al cine) y El sátiro de la carcajada (basada en hechos reales).
Luego se dedica a investigar, en asociación con el Dr. Alberto Cormillot, los manuscritos del mar Muerto y la figura de Jesús de Nazaret. Ambos viajan por Israel, Egipto, Nueva York, entrevistando personalidades referidas al tema, y todo desemboca en la publicación del libro Cristo de pie (Editorial Planeta, 1995 y 1998).
Sáenz continua su particular, humana, erótica y poética visión de los caudillos argentinos con sus novelas históricas La Patria equivocada (Editorial Planeta, 1991), Malón blanco (Ed. Emecé 1995) y Mis olvidos / O lo que no dijo el General Paz en sus memorias (de 1998, Editorial Sudamericana).
Luego publica Cómo ser escritor (2004) con algunas fórmulas sobre como escribió sus mejores cuentos, y la novela Pastor de murciélagos (Gárgola Ediciones, 2005).
Muchos de sus trabajos han sido traducidos y publicados en diferentes idiomas, y sus cuentos integran numerosas recopilaciones, entre ellas Latin Blood de Donald Yates (The best crimes and detective stories of South America/ Editorial Herder and Herder New York 1972); o Los mejores relatos patagónicos de María Correas y Cristian Aliaga, Editorial Ameghino Buenos Aires 1988, entre otros.
Vivió en Buenos Aires (Argentina), donde trabajó como escritor, coordinó su taller literario y también hace comentarios culturales en programas de radio, además de escribir artículos en forma free-lance para los más prestigiosos diarios y revistas.
Prolífico escritor y autor de numerosos superventas, las obras teatrales de Dalmiro Sáenz figuran entre las más representadas en Argentina.
Su estilo se caracterizaba por una implacable mordacidad acompañada de una hilaridad que se declina hasta el absurdo.
Dalmiro Sáenz vivió durante casi 15 años en la Patagonia, que es donde transcurre la acción de sus primeros cuentos. Luego comenzó a escribir novelas y después, teatro. Perseguido durante la dictadura militar argentina de los años setenta, se vio obligado a abandonar el país y se instaló en Punta del Este (Uruguay). En general es altamente crítico en el terreno de la política (especialmente argentina), como así también respecto de las creencias religiosas.
Ha escrito los guiones de películas basadas en obras suyas, como el de Setenta veces siete (1962), dirigida por Leopoldo Torre Nilsson o el de Nadie oyó gritar a Cecilio Fuentes, basada en su novela El pecado necesario, dirigida por Fernando Siro y ganadora de la Concha de Plata en el Festival Internacional de Cine de San Sebastián, España (1965). Daniel Tinayre llevó en 1969 a la pantalla grande Kuma Ching (Aventura en Hong Kong /España/ o Un ataúd para Hong Kong /Argentina/) y Rodolfo Kuhn en 1972 su obra teatral ¡Hip... hip... ufa! con el título Ufa con el sexo.
En 1970, TVE grabó el dramático El guion, dirigido y realizado por Luis Peñafiel (pseudónimo de Narciso Ibáñez Serrador) e interpretado por Narciso Ibáñez Menta, Marisa de Leza, Julián Pérez Ávila, Carlos del Pino y José Peñalver.

## Premios
- 1956: Premio de la Editorial Emecé por el libro de cuentos Setenta veces siete.
- 1963: Premio de la revista Life en español, por el libro de cuentos No.
- 1963: Premio Argentores por el cuento Treinta, treinta.
- 1967: Premio Casa de las Américas por su obra teatral ¡Hip... Hip... Ufa!.
- 1983: Faja de Honor de la SADE (Sociedad Argentina de Escritores).

## Obras
- 1956: Setenta veces siete (cuentos).
- 1960: No (cuentos).
- 1963: Treinta, treinta (cuentos). El cuento homónimo fue adaptado al teatro
- 1964: El pecado necesario (novela).
- 1965: Nadie oyó gritar a Cecilio Fuentes (adaptación cinematográfica de El pecado necesario).
- 1966: Hip, hip, ¡ufa! (teatro).
- 1968: Yo también fui un espermatozoide (humor).
- 1968: Carta abierta a mi futura ex mujer (ensayo). Adaptado al teatro por Pablo Silva
- 1969: ¿Quién, yo? (teatro).
- 1969: Kuma Ching (con Daniel Tinayre; guion).
- 1972: Acordate de olvidar (novela).
- 1979: Esto es cultura, animal
- 1983: El Argentinazo (novela histórica). Fue adaptaba para el teatro por su autor
- 1974: Cuentos para niños pornográficos (humor).
- 1985: El día en que mataron a Alfonsín (con Sergio Joselovsky; novela de ficción política).
- 1986: Sobre sus párpados abiertos caminaba una mosca (novela policial).
- 1986: Un vagabundo llamado Dalmiro (textos periodísticos).
- 1987: El día en que mataron a Cafiero (novela).
- 1987: Ese (cuentos).
- 1987: Las boludas (teatro).
- 1988: Cristo de pie (con Alberto Cormillot; novela).
- 1991: La patria equivocada (novela histórica).
- 1992: Tómame (teatro; llevado al cine por Emilio Vieyra)
- 1993: Las boludas (con Víctor Dínenzon, guion).
- 1994: El sátiro de la carcajada (novela policial).
- 1994: Los bebedores de agua (novela).
- 1994: San La Muerte (con Sergio Joselovsky).
- 1995: Malón blanco (novela histórica).
- 1996: La mujer del vientre de oro (novela).
- 1996: Mujer ganadora (con Doris Suchecki; ensayo).
- 1998: Mis olvidos (o lo que no dijo el General Paz en sus memorias) (novela histórica).
- 1998: Isabel: la razón de su vida (con Pilar Manzanares; novela histórica).
- 1999: Carta corregida a mi futura ex mujer (ensayo).
- 2001: Yo te odio, político (ensayo).
- 2001: 30/30 (con Alexis Puig; guion para la versión televisiva).
- 2002: Sexo, mentiras y dinero (con Pablo Silva).
- 2002: El depredador - Ptolomeo II de Egipto (con Laura Elizalde).
- 2004: Cómo ser escritor (ensayo).
- 2004: El equilibrista (guion para la película de Emma Padilla).
- 2005: Pastor de murciélagos (novela).

## Filmografía
Intérprete
- 1975: Los hijos de Fierro, como voz en off
- 1984: Evita (quien quiera oír que oiga), como entrevistado
- 2005: Plástico cruel, como el padre de Linda Morris
- 2007: 1973, un grito del corazón, como entrevistado
- 2008: Ningún amor es perfecto.

Guionista
- 1962: Propiedad.
- 1962: Setenta veces siete.
- 1963: Racconto (Inédita).
- 1965: Nadie oyó gritar a Cecilio Fuentes.
- 1969: Kuma Ching.
- 1974: Intimidades de una cualquiera.
- 1985: Ana, ¿dónde estás?.
- 1993: Las boludas.

Autor
- 1962: Propiedad.
- 1962: Setenta veces siete.
- 1964: Mujeres perdidas.
- 1965: Nadie oyó gritar a Cecilio Fuentes.
- 1968: Ufa con el sexo.
- 1992: Tómame (1992).
- 1993: Las boludas.
- 2010: La patria equivocada.

Argumento
- 1963: Racconto (inédita).

## Televisión
- 2000. ABL (programa de televisión).
- 2001. 30/30 (película para televisión).